# Vicente Pérez
Vicente Pérez Madrid (Aspe, 11 luglio 1986) è un ex calciatore spagnolo, di ruolo attaccante.

## Carriera
Ha giocato nella seconda divisione spagnola.